# Selección de críquet de Sudáfrica

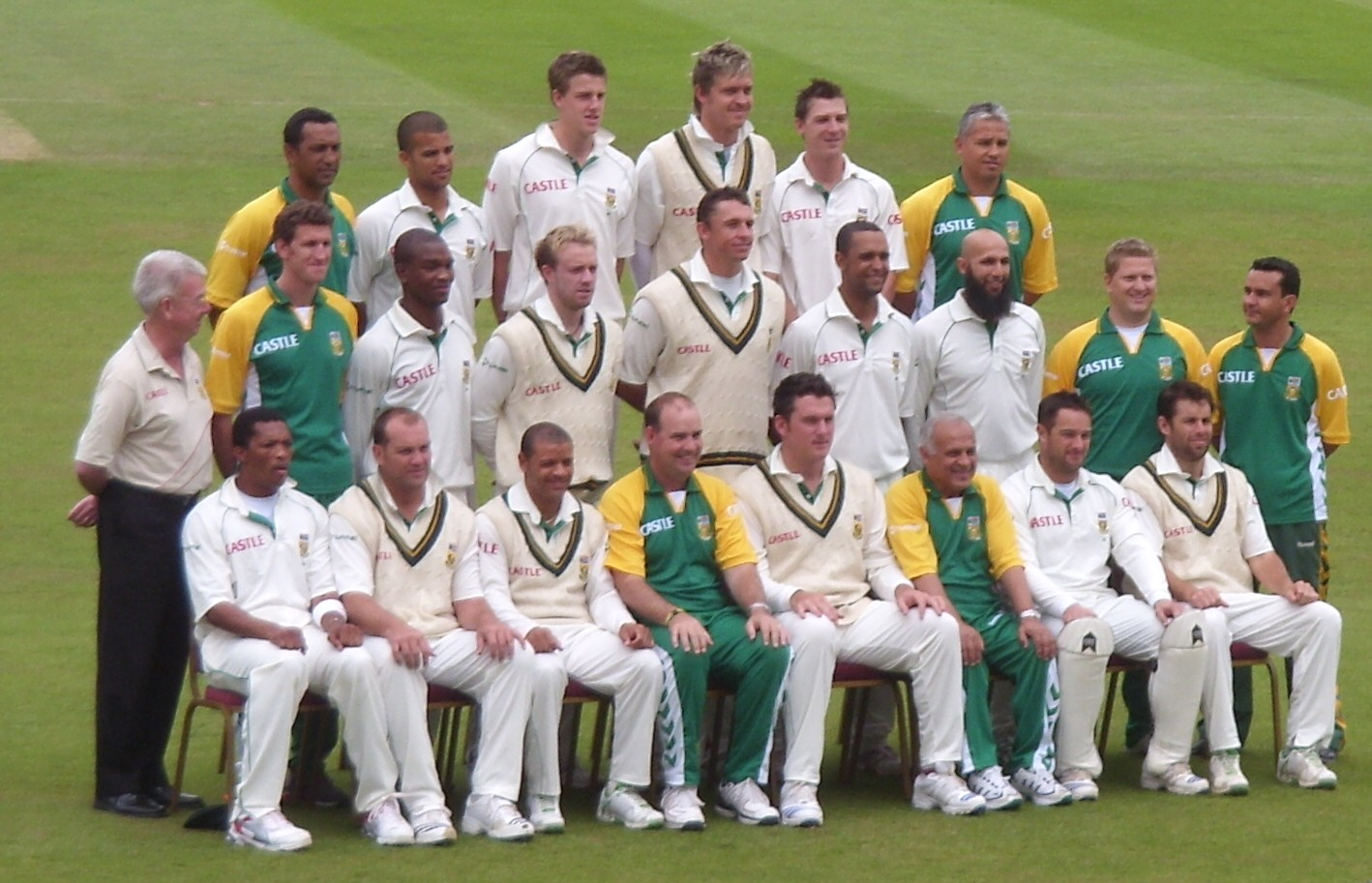
La selección de críquet de Sudáfrica en The Oval, en agosto de 2008.

La selección de críquet de Sudáfrica, apodada como los Proteas, representa al país en el críquet internacional, y es gobernada por Cricket South Africa. El seleccionado es miembro pleno del International Cricket Council (ICC) y tiene categoría para disputar partidos internacionales de test cricket, partidos internacionales de un día, e internacionales de Twenty20.
Sudáfrica ingresó al críquet internacional y de primera clase al mismo tiempo cuando recibió a un equipo de Inglaterra en la temporada 1888-89. Al principio el equipo no se mostraba como un rival para Australia o Inglaterra, pero luego de ganar experiencia y pericia, pudo formar un equipo competitivo en la primera década del siglo xx. El equipo jugó regularmente contra Australia, Inglaterra y Nueva Zelanda hasta la década de 1960, momento en el que hubo una oposición considerable a la política de apartheid del país y la ICC impuso una prohibición internacional, acorde con las acciones tomadas por otros organismos deportivos mundiales.
La prohibición se mantuvo hasta 1991 y Sudáfrica pudo entonces jugar contra India, Pakistán, Sri Lanka y las Indias Occidentales por primera vez. El equipo desde su reincorporación ha tenido buenas presentaciones y en ocasiones ha ocupado la posición número uno en las clasificaciones internacionales, pero no ha tenido éxito en los torneos organizados por la ICC.